# Polyplax arvicanthis
Polyplax arvicanthis är en insektsart som beskrevs av Bedford 1919. Polyplax arvicanthis ingår i släktet Polyplax och familjen ledlöss. Inga underarter finns listade i Catalogue of Life.